# 안드레 로저스
케네스 안드레 이언 로저스(영어: Kenneth Andre Ian Rodgers, 1934년 12월 2일~2004년 12월 13일)는 바하마의 프로 야구 선수로, 주 포지션은 유격수였다. 11시즌 동안 메이저 리그 베이스볼(MLB)의 뉴욕/샌프란시스코 자이언츠(1958~1960), 시카고 컵스(1961~1964), 피츠버그 파이리츠(1965~1967)에서 뛰었다. 이후 1969년에 일본 프로 야구(NPB)의 다이요 웨일스에서 한 시즌을 뛰었다.